# Rivière Noire (ruisseau Fraser)
Pour les articles homonymes, voir Rivière Noire.
La rivière Noire coule dans les municipalités de Saint-Odilon-de-Cranbourne et de Beauceville, dans la municipalité régionale de comté (MRC) de Beauce-Centre, dans la région administrative de Chaudière-Appalaches, au Québec, au Canada.
La rivière Noire est un affluent de la rive est du ruisseau Fraser, lequel coule vers le nord-ouest pour se déverser sur la rive sud de la rivière des Plante, laquelle se déverse à son tour sur la rive est de la rivière Chaudière ; cette dernière coule vers le nord pour se déverser sur la rive sud du fleuve Saint-Laurent.

## Géographie
Les principaux bassins versants voisins de la rivière Noire sont :
- côté nord : rivière des Plante, rivière Calway ;
- côté est : ruisseau Giroux, rivière Cumberland, rivière Gilbert ;
- côté sud : ruisseau Fraser, rivière Noire Est, rivière Chaudière ;
- côté ouest : rivière des Plante, rivière Chaudière.

La rivière Noire prend sa source en zone forestière et agricole dans la municipalité de Saint-Odilon-de-Cranbourne, à 6,2 km au sud du centre du village et à 10,9 km à l'est de la rivière Chaudière.
À partir de sa source, la rivière Noire" coule en longeant la route du golf (côté sud-est) sur 10,1 km répartis selon les segments suivants :
- 0,7 km vers l'ouest, jusqu'à la route qui constitue la limite entre Saint-Odilon-de-Cranbourne et Beauceville ;
- 3,3 km vers l'ouest, puis le sud-ouest, jusqu'à la confluence de la rivière Noire Est (venant de l'est) ;
- 0,5 km vers le sud-ouest, jusqu'à la route du rang de la Chapelle ;
- 4,4 km vers le sud-ouest, jusqu'à la route du rang Saint-Gaspard ;
- 1,2 km vers le sud-ouest, jusqu'à sa confluence.

La rivière Noire" se jette sur la rive est du ruisseau Fraser. Cette confluence est située à 3,9 km au nord du pont du village de Beauceville et à 370 m au nord-est de l'autoroute 73.

## Toponymie
Le toponyme Rivière Noire a été officialisé le 5 décembre 1968 à la Commission de toponymie du Québec.